# Lee Joo-hyung
Lee Joo-Hyung född den 5 mars 1973, är en sydkoreansk gymnast.
Han tog OS-silver i räck och OS-brons i barr i samband med de olympiska gymnastiktävlingarna 2000 i Sydney.